# Arturo Heber Füllgraff
Arturo Heber Füllgraff (Montevideo, Uruguay, 20 de junio de 1950) es un político uruguayo perteneciente al Partido Nacional.

## Carrera política
Hijo de Susana Fullgraff y del político nacionalista Alberto Héber Usher, quien presidiera el Consejo Nacional de Gobierno. Casado con Sofía Rodríguez de la Torre. Tienen tres hijos: Greta, Sofía y Arturo Heber. 
En 1980 apoyó, junto a un sector minoritario del Partido Nacional, el «SÍ» a la reforma constitucional propuesta por la dictadura cívico-militar.
En las elecciones de 1984 acompaña al candidato presidencial Dardo Ortiz. Posteriormente, en los comicios de 1989 apoya al candidato ganador Luis Alberto Lacalle y resulta elegido diputado por el departamento de Florida. Ocupó varias veces un escaño senatorial en carácter de suplente. Fue diputado por el departamento de Florida tres períodos seguidos (desde el 1990 hasta el 2005).
Funda el movimiento Línea Nacional de Florida de cara a las elecciones de 1999. Nuevamente es electo diputado. Presidió la Comisión de Asuntos Internacionales.
En 2004 presentó su precandidatura a la Presidencia, adhiriendo finalmente a la de Luis Alberto Lacalle.
Para los comicios de 2009, apoyó a Carmelo Vidalín. Para las elecciones del 2014 Heber, es el presidente de la Concertación Republicana Nacional (CNR). Apoyó desde 2011 La precandidatura de Jorge Saravia, bisnieto de Aparicio Saravia quien fue un histórico caudillo del Partido Nacional. A principios del 2014, Heber y Saravia con el apoyo de su sector se unieron a la precandidatura de Luis Alberto Lacalle Pou, hijo del ex- presidente Luis Alberto Lacalle Herrera.